# Рем-Сен-Жорж
Рем-Сен-Жорж (фр. Rhêmes-Saint-Georges) — муніципалітет в Італії, у регіоні Валле-д'Аоста.
Рем-Сен-Жорж розташований на відстані близько 600 км на північний захід від Рима, 16 км на південний захід від Аости.
Населення — 199 осіб (2014).
Щорічний фестиваль відбувається 23 квітня. Покровитель — Святий Юрій.

## Демографія
Населення за роками:

Станом на 1 січня 2023 року в муніципалітеті іноземці офіційно не проживали.

## Сусідні муніципалітети
- Арв'є
- Ентро
- Рем-Нотр-Дам
- Вальгризанш
- Вальсаваранш